# 高雄市忠烈祠

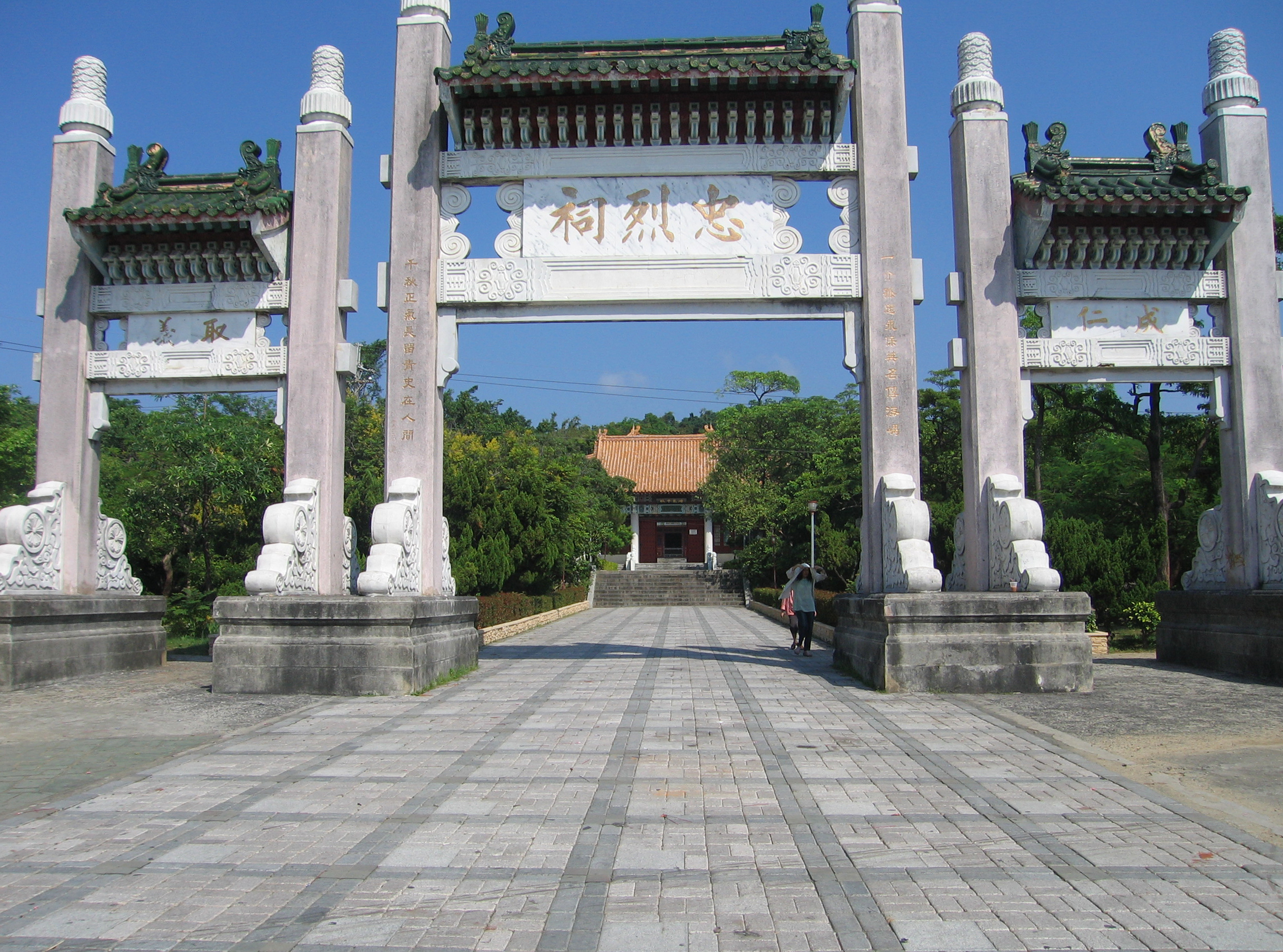
高雄市忠烈祠 牌坊

高雄市忠烈祠（たかおしちゅうれつし）は、台湾高雄市鼓山区忠義路32号にある中華民国建国及び国共内戦・日中戦争等で戦没した烈士（英霊）を祀る忠烈祠（宗教施設）。2008年現在、700名以上の烈士が祀られている。
日本統治時代のこの場所には高雄神社が建てられていた。1945年（民国34年）の台湾光復後、その建物は中華民国の革命英雄等を祀るzh:忠烈祠に転用された。1974年（民国63年）7月には神社建築を撤去し、1978年（民国67年）1月に中国傳統式建築の忠烈祠が竣工した。（神社建築の除却を1967年、中国建築の忠烈祠竣工を1969年とする論文もある。）
主な施設として、正殿、正殿大門、廻廊、牌坊、山門がある。
牌坊横は高雄市内及び港湾施設が一望できる「情人観景台」として整備され多くの地元住民が訪れる。また、神社建築除去後も一部の石灯籠などが残存しているため、日本人観光客も訪れる観光地である。

## アクセス
- 小型バス56系統 情人観景台バス停下車すぐ
- 高雄捷運 塩埕埔駅の西約950m、西子湾駅の北約500m。標高60m〜80mの地点にある